# Mietendeckel
Berliner Mietendeckel oder Mietendeckel ist die umgangssprachliche Bezeichnung für das vom Abgeordnetenhaus von Berlin am 30. Januar 2020 beschlossene Gesetz zur Neuregelung gesetzlicher Vorschriften zur Mietenbegrenzung (kurz MietenWoG Bln). Das von der rot-rot-grünen Koalition angestoßene Gesetz sollte die öffentlich-rechtliche Begrenzung von Wohnraummieten ermöglichen. In der rechtswissenschaftlichen Literatur gab es unterschiedliche Auffassungen über die Verfassungsmäßigkeit des Gesetzes, insbesondere hinsichtlich der Gesetzgebungskompetenz des Landes Berlin.
Zu den wesentlichen Regelungen gehörten ein Mietenstopp, Mietobergrenzen, Mietabsenkungen und die Begrenzung der Modernisierungsumlage. Für bestimmte Wohnräume galt das Gesetz nicht, insbesondere nicht für Wohnraum, der ab dem 1. Januar 2014 erstmals bezugsfertig geworden (Neubau) oder der öffentlich gefördert worden war. Das Gesetz war ursprünglich auf fünf Jahre befristet.
Mit Beschluss vom 25. März 2021, veröffentlicht am 15. April 2021, entschied das Bundesverfassungsgericht, dass der „Berliner Mietendeckel“ aus Gründen der Gesetzgebungskompetenz mit dem Grundgesetz unvereinbar und das Berliner Gesetz nichtig ist. Über die materielle Verfassungsmäßigkeit von Mietobergrenzen urteilte das Gericht nicht ausdrücklich. Es führte allerdings aus, der Gesetzgeber könne insbesondere mit der entsprechenden Ausgestaltung des bürgerlichen Rechts soziale und andere Ziele verfolgen, indem er für die Vertragsgestaltung Vorgaben macht und ihre Beachtung und Durchsetzung sichert.
Vergleichbar ist die in Österreich geplante Mietpreisbremse für staatlich regelbare Mieterhöhungen.

## Instrumente

### Mietenstopp
§ 3 Abs. 1 des Gesetzes verbot es, eine Miete zu fordern, die die am 18. Juni 2019 (Stichtag) wirksam vereinbarte Miete überschreitet. Mieterhöhungen etwa wegen vereinbarter Staffel- oder Indexmieten und die Mieterhöhung bis zur ortsüblichen Vergleichsmiete nach § 558 BGB sind verboten. Der Entwurf sieht ein Erhöhungsrecht in Höhe der Inflation ab dem 1. Januar 2022 vor, das jedoch auch bei höherer Inflation bei 1,3 % maximiert ist. Zudem durfte die neue Miete die geplanten Obergrenzen nicht überschreiten (§ 3 Abs. 4). Miete im Sinne des Entwurfs war die Kaltmiete einschließlich aller Zuschläge für Mobiliar und Ausstattungsgegenstände. Zwischen dem 1. März und 30. November 2020 wurden insgesamt 1259 Verstöße gegen den Mietenstopp nach § 3 den Bezirksämtern gemeldet.

### Mietobergrenzen
§ 6 des Gesetzes sah Mietobergrenzen für 12 Kategorien vor. Die niedrigste Obergrenze (in EUR/m²) lag bei 3,92 EUR für Wohnungen, die vor 1918 erstmals bezugsfertig wurden und die keine Sammelheizung und kein Bad haben, bzw. in denen der Mieter selbst diese Ausstattungen hergestellt hat. Die höchste Obergrenze lag bei 9,80 EUR für Wohnungen, die zwischen 2003 und 2013 erstmals bezugsfertig wurden und über Sammelheizung und Bad verfügen (keine Obergrenze für jüngere Wohnungen). Für Wohnungen mit moderner Ausstattung erhöhte sich die Obergrenze um 1 EUR/m². Bei Wohnungen in Gebäuden mit nicht mehr als zwei Wohnungen erhöhten sich die Mietobergrenzen um 10 %.
Die Mietobergrenzen orientierten sich laut Gesetzesbegründung in etwa an den Mittelwerten des Mietspiegels 2013. Diese beinhalteten 2012 erhobene Mieten, die in den Jahren 2008-2012 vereinbart bzw. geändert wurden. Die Verwendung von Mittelwerten brachte es mit sich, dass 50 % der nach dem Mietspiegel 2013 zulässigen Mieten künftig als überhöht galten. Dabei waren die Auswirkungen von mieterhöhenden „Sondermerkmalen“ noch nicht berücksichtigt, die der Mietspiegel 2013 noch neben den Tabellenkriterien auswies. Die 2013er Werte wurden entsprechend der Entwicklung der Reallöhne von 2013 bis 2019 erhöht. Damit unterblieb eine Inflationsanpassung für die Zeit von 2008 bis 2013 vollständig und für die Zeit danach insoweit, als die Reallohnentwicklung (Lohnzuwachs abzüglich Inflation) hinter der Inflation zurückblieb. Die Erhöhung und künftige Dynamisierung der staatlich festgelegten Höchstpreise (§ 6 Abs. 5 des Entwurfs) entsprach der Reallöhne ließ die Kostenentwicklung für Vermieter (zum Beispiel Reparaturkosten) teilweise außer Betracht.
Die Obergrenzen galten, abgesehen von dem Zuschlag für moderne Ausstattung, unabhängig Lage und Zustand. Als Kriterien der Preisbildung mussten diese also fortan innerhalb des gesetzlichen Rahmens genutzt werden. Nach dem (alten) Mietspiegel konnte etwa die Ausstattung Preisunterschiede von bis zu 7 Euro begründen – das also bis zu 70 % der aktuell gültigen Maximalmiete. statt wie künftig 1 EUR. Solange z. B. eine Gründerzeitwohnung Bad und Sammelheizung hat, soll sie also künftig maximal 6,45 bzw. 7,45 EUR kosten. Dabei ist es gänzlich unerheblich, ob die Wohnung schlecht liegt und zuletzt 1960 saniert wurde oder ob es sich um eine neu sanierte Villenetage in Bestlage mit Sauna, Alarmanlage und Vollmöblierung handelt – deshalb auch der Begriff „Obergrenze“.
Zwischen dem 1. März und 30. November 2020 wurden 243 Verstöße gegen die Mietobergrenze gemeldet.

### Mietpreisabsenkung (Kappung)
Ab 9 Monate nach Inkrafttreten des Gesetzes, also ab November 2020, sollten auch sogenannte überhöhte Mieten im Bestand verboten werden. Anders als im ersten Entwurf vorgesehen, sollte dies automatisch gelten, nicht durch Absenkung per Bescheid. Das sollte dann gegeben sein, wenn die Mietobergrenze gem. § 6 MietenWoG um 20 % überschritten wird und Abschläge auf die Quadratmetermiete für einfache und mittlere Wohnlagen (0,28 EUR / 0,09 EUR) bzw. Zuschläge für gute Wohnlagen (0,74 EUR) berücksichtigt wurden (§ 4). Bei einer nach den Kriterien der AV-MietenWoG „modern“ ausgestatteten Wohnung in guter Wohnlage, die 2013 erstmals bezugsfähig wurde, griff die Kappung also bei ((9,80 EUR + 1 EUR + 0,74 EUR) ⋅ 1,20 =) 13,84 EUR. Bei einer normal ausgestatteten Wohnung z. B. in einfacher Wohnlage Baujahr 1990, greift die Kappung bei ((6,04 EUR – 0,28 EUR) ⋅ 1,20 =) 6,91 EUR. Dabei sollte es keine Rolle spielen, ob z. B. bereits 2008, als Berlin noch von Leerstand geprägt war und ein „Mietermarkt“ herrschte, für die betreffende Wohnung höhere Mieten vereinbart worden waren. Zum Gesetzespaket gehörte, dass das Land den Bezirken Mittel für vier zusätzliche Stellen bereitstellt, mit denen der Mehraufwand erledigt werden soll.

### Begrenzung Modernisierungsumlage auf 1 EUR/m²
Nach § 559 BGB kann der Vermieter die Miete im laufenden Mietverhältnis erhöhen, wenn er Modernisierungsmaßnahmen (etwa Maßnahmen zum Energiesparen oder zur Verbesserung der Wohnverhältnisse, § 555b BGB) durchführte. Die Erhöhung beträgt 8 % der Modernisierungskosten. Diese Erhöhung sollte durch § 5 des MietenWoG Bln nur mehr für ganz bestimmte Modernisierungsmaßnahmen möglich sein und zudem auf 1 EUR/m² begrenzt werden. Das Gesetz enthält die Ankündigung, dass der Senat für höhere Modernisierungskosten Förderprogramme zur Verfügung stellen werde.

## Verfahrensverlauf
Im Juni 2019 kündigte Katrin Lompscher, Senatorin für Stadtentwicklung und Wohnen, Die Linke, die Einführung des Mietendeckels mit Rückwirkung zum 18. Juni 2019 an. Am 22. Oktober 2019 legte der Senat den Gesetzentwurf dem Rat der Bürgermeister der Berliner Bezirke vor. In den nächsten fünf Jahren müsse keine Mieterin mehr fürchten, „wegen exorbitanter Mietsteigerungen oder hohen Modernisierungsumlagen das Dach über dem Kopf zu verlieren.“ Er war von Ende November 2019 bis Ende Januar 2020 im parlamentarischen Verfahren. Das Gesetz wurde am 30. Januar 2020 vom Abgeordnetenhaus beschlossen und trat am 23. Februar 2020 in Kraft.
Der Berliner Mietendeckel trat wie geplant am 23. November 2020 in Kraft. Einen Eilantrag dagegen hatte das Bundesverfassungsgericht im Oktober abgelehnt.

## Beschluss des BVerfG vom 25. März 2021, veröffentlicht am 15. April 2021, zur konkurrierenden Gesetzgebung
Mit Beschluss vom 25. März 2021, veröffentlicht am 15. April 2021, entschied das Bundesverfassungsgericht, dass das als „Mietendeckel“ bezeichnete Gesetz zur Mietenbegrenzung im Wohnungswesen in Berlin (MietenWoG Bln) in der Fassung des Artikel 1 des Gesetzes zur Neuregelung gesetzlicher Vorschriften zur Mietenbegrenzung vom 11. Februar 2020 (Gesetz- und Verordnungsblatt für Berlin vom 22. Februar 2020 Seite 50) mit Artikel 74 Absatz 1 Nummer 1 in Verbindung mit Artikel 72 Absatz 1 des Grundgesetzes unvereinbar und nichtig ist. Das Land Berlin habe nach der 2015 durch den Bund beschlossenen Mietpreisbremse keine Gesetzgebungskompetenz. Mit den §§ 556 bis 561 BGB hat der Bundesgesetzgeber von der konkurrierenden Zuständigkeit für das Mietpreisrecht als Teil des bürgerlichen Rechts abschließend Gebrauch gemacht. Macht der Bund von der konkurrierenden Gesetzgebung Gebrauch, verlieren die Länder gemäß Art. 72 Abs. 1 GG das Recht zur Gesetzgebung in dem Zeitpunkt („solange“) und in dem Umfang („soweit“), in dem der Bund die Gesetzgebungskompetenz zulässigerweise in Anspruch nimmt (sogenannte Sperrwirkung).
Das BVerfG führt in den Leitsätzen seines Beschlusses wörtlich aus:
„1. Das Grundgesetz enthält – von der Ausnahme des Art. 109 Abs. 4 GG abgesehen – eine vollständige Verteilung der Gesetzgebungszuständigkeiten entweder auf den Bund oder die Länder. Doppelzuständigkeiten sind den Kompetenznormen fremd und wären mit ihrer Abgrenzungsfunktion unvereinbar. Das Grundgesetz grenzt die Gesetzgebungskompetenzen insbesondere mit Hilfe der in den Art. 73 und Art. 74 GG enthaltenen Kataloge durchweg alternativ voneinander ab.
2. Regelungen zur Miethöhe für frei finanzierten Wohnraum, der auf dem freien Wohnungsmarkt angeboten werden kann (ungebundener Wohnraum), fallen als Teil des sozialen Mietrechts in die konkurrierende Gesetzgebungszuständigkeit für das bürgerliche Recht im Sinne von Art. 74 Abs. 1 Nr. 1 GG.
3. Mit den §§ 556 bis 561 BGB hat der Bundesgesetzgeber von der konkurrierenden Zuständigkeit für das Mietpreisrecht als Teil des bürgerlichen Rechts abschließend Gebrauch gemacht.“

## Politische Diskussion

### Parteien

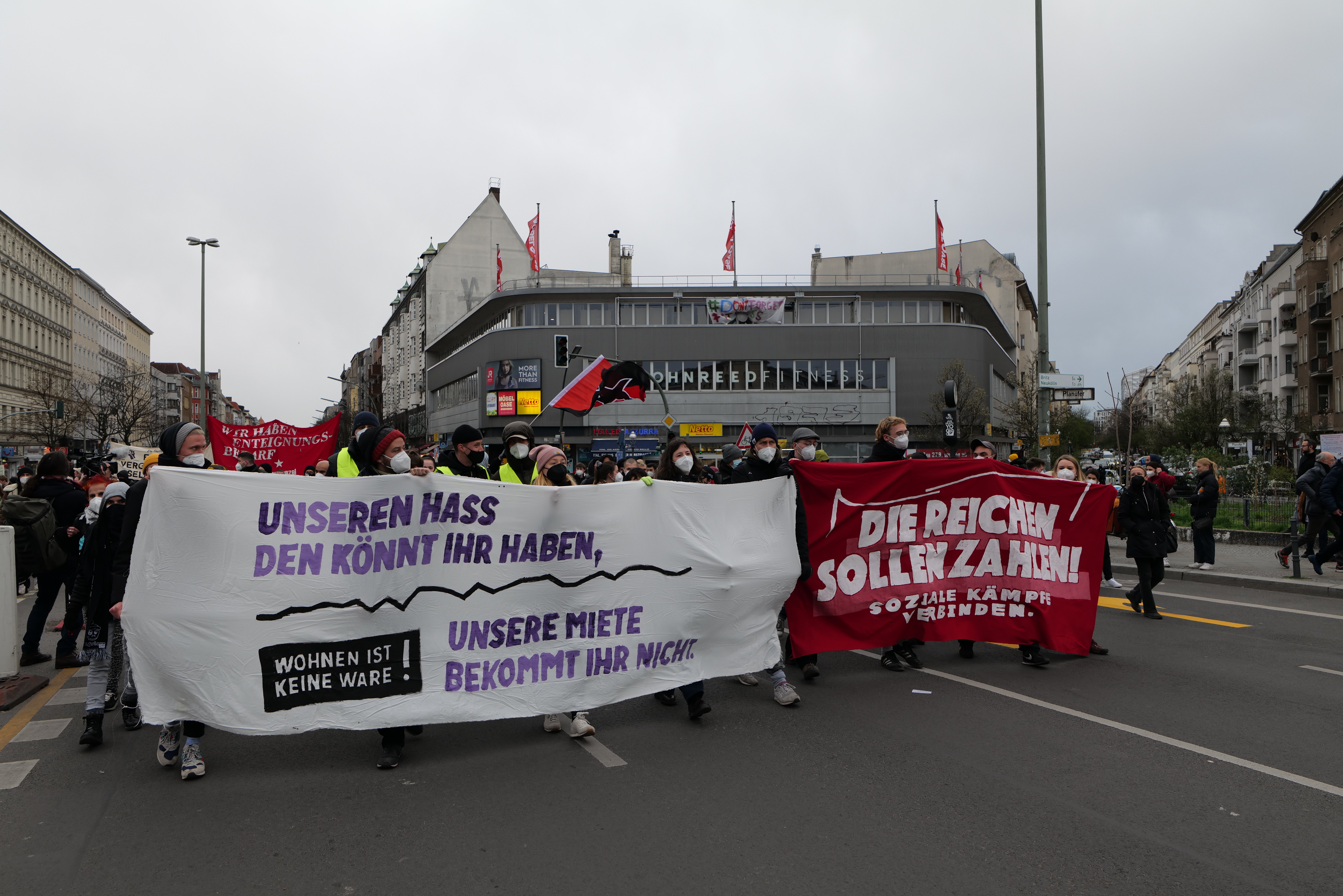
Demonstration am Abend des Tags der Entscheidungsverkündung des BVerfG mit der Forderung nach einem Bundesweiten Mietendeckel.

#### SPD
Der Regierende Bürgermeister von Berlin, Michael Müller, SPD, sah im geplanten Mietendeckel ein Instrument zum Senken der Bodenpreise. Ungehinderte Mietspekulationen und unreguliert steigende Bodenpreise müsse keiner akzeptieren. „Grund und Boden ist die wichtigste und wertvollste Ressource einer Stadt. Wie hier mit Grund und Boden spekuliert wird, ist schlichtweg unanständig“, sagte Müller. Wenn man zu lange warte, dann habe man Verhältnisse wie in London und Paris, und das wolle er in Berlin nicht. Es gebe viele Menschen, die es nicht mehr ertragen könnten, dass sie mit ihrem normalen Einkommen die Miete nicht mehr bezahlen könnten. Denen werde durch den Mietendeckel geholfen. Der Mietendeckel diene dazu, Enteignungen überflüssig zu machen. Der Senat wolle die Mieten für Wohnungen unter der Überschrift „Bauen, Kaufen, Deckeln“ senken. In Berlin würden schließlich Wohnungen gebaut. Allerdings täten manche Bezirke zu wenig und es gebe bei bestimmten Flächen „Denkverbote“, etwa beim Rand des Tempelhofer Feldes. Weiterhin wolle Berlin „kaufen, was nicht niet- und nagelfest ist“.

#### Grüne
Der Co-Vorsitzende von Bündnis 90/Die Grünen, Robert Habeck, befürwortete den Mietendeckel als „Notinstrument“, weil der Markt nicht funktioniere. Wegen der Niedrigzinspolitik würden viele Anleger in Grund und Boden investieren, Wohnungsunternehmen wie die Deutsche Wohnen müssten dementsprechend Renditeerwartungen erfüllen. Katrin Schmidberger, Bündnis 90 / Die Grünen, Sprecherin für Wohnen und Mieten des Ausschusses für Stadtentwicklung und Wohnen im Abgeordnetenhaus von Berlin, meint, dass der Mietendeckel ein „Rendite-Deckel“ und „dringend notwendig“ sei. „Investoren, denen es nur um ihr Bankkonto geht, auf die verzichten wir gerne, denn die schaden der Stadt“, sagte Schmidberger. Beim Mietendeckel gehe es um Mieterschutz und um den sozialen Zusammenhalt. Er sorge dafür, dass Mieten nicht mehr exorbitant stiegen, wenn jemand ausziehe. Menschen könnten wieder umziehen, ohne dass sich der Preis einer Wohnung verteuere. Wer in den letzten Jahren die Mieten kaum erhöht habe und sich so gemeinwohlorientiert gezeigt habe, werde vom Mietendeckel nicht „bestraft“. Der Mietendeckel helfe bei der Lösung des Problems, dass immer mehr Menschen in Berlin über 40 % ihres Nettoeinkommens für das Wohnen aufbringen müssten.
Auf ihrem Landesparteitag meldeten die Grünen Nachbesserungsbedarf an. Sie forderten, dass Genossenschaften vom Mietendeckel ausgenommen werden und der Inflationsausgleich zugunsten der Vermieter früher als vorgesehen einsetzen sollte. Vermieter sollten auch von einer Erhöhung von Fördergeldern für energetische Sanierungen profitieren (von 100 Mio. EUR jährlich statt 50 Mio.). So werde der Mietendeckel gerechter. Allerdings wollen die Grünen den mit ihren Koalitionspartnern abgestimmten Entwurf nicht mehr ändern.

#### AfD
AfD, FDP und CDU im Berliner Abgeordnetenhaus lehnten den Mietendeckel ab. Frank Scholtysek, AfD-Mitglied im Ausschuss für Stadtentwicklung und Wohnen des Abgeordnetenhauses von Berlin, befürchtete, der Mietendeckel, der etwa 1,5 Mio. Wohnungen und damit 80 % der Mietwohnungen in Berlin betreffe, werde viele Vermieter in finanzielle Bedrängnis, einige in die Insolvenz bringen. Investitionen und Neubau würden zurückgehen, auch weil der Mietendeckel der erste Schritt zur Enteignung von Vermietern sei. Der Senat breche mit dem Mietendeckel bewusst das Recht. Leidtragende seien Handwerker und Mieter. Der Mietendeckel sei darum unsozial und spalte die Stadtgesellschaft.

#### CDU
Christian Gräff, Sprecher der CDU-Fraktion im Abgeordnetenhaus von Berlin für Bauen, Wohnen und Mieten, hielt die geplante Regelung für rechtswidrig. Sie schade Sparern, insbesondere Riester-Sparern und Kleinvermietern, erschwere insbesondere deren Altersversorgung und werde zu einem Rückgang der Neubautätigkeit führen. Für Menschen mit kleineren und mittleren Einkommen führe das dazu, dass sie noch schwerer als bisher an Wohnraum kämen. Der Senat wolle diesen Menschen nicht helfen. Vielmehr verfolge er die Absicht, den Vermietern zu schaden. Das eigentliche Ziel des rot-rot-grünen Senats seien Enteignungen. Durch den Mietendeckel würden die dabei anfallenden Entschädigungen erschwinglicher, ebenso die Kaufpreise für staatliche Wohnungsunternehmen. Wolle man Mieterinnen mit kleinen und mittleren Einkommen helfen, müsse man mehr Wohnungen bauen. Der Senat schätze den Bedarf auf insgesamt 150.000 zusätzliche Wohnungen, 20.000 neue Wohnungen jährlich. Gebaut würden aber deutlich weniger. Ausbeutung solle man bekämpfen, indem der Wucherparagraph im Bürgerlichen Gesetzbuch verschärft werde.

#### FDP
Sebastian Czaja, Vorsitzender der FDP-Fraktion im Abgeordnetenhaus von Berlin, bezweifelte, dass der Mietendeckel zu einer Entlastung für Mieter führen werde. Er spalte die Gesellschaft, weil er dem Klassenkampf diene. Die Koalition aus Grünen, Die Linke und SPD verknappe nämlich bewusst den Wohnraum, um aus der Unzufriedenheit der Mieter politischen Profit zu schlagen. Zum Beispiel habe der Senat den genossenschaftlichen Bau von 1000 bezahlbaren Wohnungen an der „Westkreuzbrache“ verhindert. Der Senat beabsichtige mit dem Gesetzentwurf den Bruch des Rechts.

#### Interventionistische Linke
Der Mietendeckel fügte sich ein in ein Strategiepapier der antikapitalistischen Gruppe Interventionistische Linke. Sie verfolgt das Ziel, alle nicht selbst genutzten Wohnungen zu sozialisieren. Der Weg dahin führe zunächst über die Zurückdrängung des privaten Wohnungsmarkts „durch Steuern, Regulierung, Marktbehinderung. Dadurch wird Spekulation unattraktiv, die Preise sinken.“ Damit verringern sich auch die bei der angestrebten Sozialisierung zu zahlenden Entschädigungen. In Medienbeiträgen wird dem Strategiepapier politische Bedeutung beigemessen, weil der frühere Staatssekretär in der Senatsverwaltung für Stadtentwicklung und Wohnen der rot-rot-grünen Landesregierung (Senat Müller II) von Berlin Andrej Holm in dieser Gruppe über Einfluss verfügen soll. Holm berät die Senatsverwaltung als Mitglied des „Begleitkreises zum Stadtentwicklungsplan Wohnen 2030“. Er berät zudem die Fraktion der Partei Die Linke im Abgeordnetenhaus von Berlin.

### Zivilgesellschaft und Wirtschaft
Der Berliner Mieterverein begrüßte den Mietendeckel: „Eine öffentlich-rechtliche Mietenkappung wird den Mieterschutz deutlich stärken, denn zukünftig werden Mieter bei Forderungen der Vermieter den Staat in ihrem Rücken wissen.“
Der Verband der Wohnungsbaugenossenschaften Berlin lehnte den Mietendeckel ab. Er führe zu höheren Mieten, „mehr Wohnungsnot“ und weniger Klimaschutz.
Der Zentrale Immobilien Ausschuss, ein Verband der Immobilienwirtschaft, meinte, der Mietendeckel führe zu keiner neuen Wohnung in Berlin und treffe zu Unrecht Große und Kleine gleichermaßen.

Der Verein Mietenvolksentscheid e. V. warb für den Mietendeckel unter dem Slogan „Richtig deckeln. Dann enteignen“ und wollte nach dem Deckel die Enteignung von Immobiliengesellschaften, insbesondere der Deutsche Wohnen. Der Verein hat im Sommer 2019 im Rahmen eines Volksbegehrens 77.001 Unterschriften von Menschen gesammelt, die einen Volksentscheid über die Sozialisierung großer Wohnungsbaugesellschaften erreichen wollen. Die Initiative wird vom Berliner Mieterbund unterstützt.
Der Verein Neue Wege für Berlin e. V., der Mietendeckel und Enteignungen ablehnte, sammelte Unterschriften für ein Volksbegehren, wonach das Abgeordnetenhaus über die Förderung von jährlich 12.500 neuen Wohnungen beraten und beschließen solle. Die Wohnungen sollen für 6 bis 10 Euro/m² vermietet werden und vornehmlich auf landeseigenen Flächen entstehen. Im Vorstand befinden sich ehemalige SPD- und CDU-Politiker und der Geschäftsführer des Vereins Berliner Kaufleute und Industrieller e. V. (VBKI).

#### Meinungsumfragen
Laut einer Umfrage der Berliner Morgenpost und der RBB-Abendschau in der Zeit vom 11. bis 16. November 2019 fanden 71 % der Berliner den Mietendeckel gut. Von den Linken fanden 89 % den Mietendeckel gut. Bei den Grünen bewerteten 85 % den Mietendeckel positiv und bei SPD-Anhängern befürworteten 79 % den Mietendeckel. Von den AfD-Anhängern waren zwei Drittel (67 Prozent) für den Senatsplan. Auch im Lager der Unions-Sympathisanten fanden 51 Prozent den Mietendeckel gut, 45 Prozent lehnten ihn ab. Und auch unter FDP-Anhängern fand der Mietendeckel eine Unterstützung von 43 Prozent.
Nach einer Forsa-Umfrage aus der Zeit vom 21. bis 28. November 2019 lag die Zustimmung bei den Berlinern etwas niedriger, bei 61 %. Die Anhänger der Koalitionsparteien befürworteten den Mietendeckel überwiegend. Die Anhänger von CDU, FDP und AfD waren mehrheitlich gegen den Mietendeckel, doch stuften immerhin 40 Prozent der AfD-Unterstützer die Regelung als sinnvoll ein. Bei CDU und FDP waren es jeweils 31 Prozent.
Auch nach einer deutschlandweiten Umfrage des Meinungsforschungsinstituts Yougov für das Handelsblatt war ein Großteil der Befragten dem Projekt eher zugeneigt: Nur sechs Prozent lehnten einen Mietendeckel grundsätzlich ab. Jeder Fünfte (20 Prozent) erklärte, er lehne einen Mietendeckel nicht grundsätzlich ab, die geplante Regelung in Berlin greife aber zu stark in den Markt ein. Für 29 Prozent war die geplante Regelung des Mietendeckels „genau richtig“, weiteren 29 Prozent ging die Regelung noch nicht weit genug.

## Erwartete Folgen

### Einsparung/Einnahmeausfälle
Der Senat schätzt, dass die Mieter durch den Mietendeckel jährlich 2,5 Mrd. EUR auf Kosten der Vermieter einsparen werden. Allein die Berlin-eigenen Wohnungsbaugesellschaften müssten mit Einbußen von jährlich 296 Mio. EUR rechnen. Angaben aus der Wohnungswirtschaft variieren und passen nicht recht zueinander. Die Berliner Genossenschaften mit 70.000 Wohnungen rechnen mit Ertragsausfällen in Höhe von 150 bis 180 Millionen Euro. Maren Kern, Vorstandsvorsitzende des Verbands Berlin Brandenburgischer Wohnungsunternehmen, die in Berlin 700.000 Wohnungen haben, taxiert die erwarteten Einnahmeausfälle der Mitgliedsunternehmen auf 200 Millionen Euro pro Jahr.

### Folgen für Investitionen
Schon im März 2019 hatte das Immobilienunternehmen Akelius, das in Berlin 14000 Wohnungen hat, angekündigt, die für 2019 vorgesehenen Investitionen in den Bestand von geplanten 40 Mio. EUR auf drei Mio. EUR zu reduzieren. Auf fünf Jahre gesehen würden die Investitionen in den Berliner Bestand im Vergleich zur vorigen Planung um 500 Mio. EUR reduziert. Aus Sicht des früheren Staatssekretärs Andrej Holm liegt darin kein volkswirtschaftlicher Verlust. Die Investitionen wären ja von den Mietern finanziert worden, nun stehe das Geld der Gesellschaft für andere Zwecke als Baumaßnahmen zur Verfügung.

### Verteilung von Vor- und Nachteilen auf bestimmte Gruppen
Das arbeitgebernahe Institut der deutschen Wirtschaft schätzt in einer Studie für die CDU-Fraktion im Abgeordnetenhaus von Berlin, dass der Mietendeckel etwas mehr als 70 % der Mietwohnungen betreffen wird. Hier würde also der Mietendeckel zu einer Verringerung der zu erwartenden Mieten führen, und zwar durch Kappung der Mieten und durch Reduzierung der neuen Miete nach Mietende. „Je nach Art der Wohnung muss die Miete dann um bis zu 3,60 Euro je Quadratmeter gesenkt werden, durchschnittlich über alle Wohnungsarten hinweg um über 28,4 Prozent.“ Die Folge sei – unter einer Reihe von Annahmen – eine durchschnittliche Absenkung des Wertes der betroffenen Immobilien um 41,7 Prozent. Gerade Eigentümern, die erst vor wenigen Jahren gekauft haben, drohe ein laufender Verlust und möglicherweise auch eine Überschuldung.
Die Gutachter erwarten mehr Umwandlungen von Miet- in Eigentumswohnungen und damit eine Steigerung der Wohneigentumsquote. Es sei zu erwarten, dass die Neubautätigkeit sinke, wie auch bereits erste Reaktionen des Marktes belegten. Modernisierungen von mehr als 150 Euro/m² würden unrentabel.
Weiterhin sei nach den Gesetzen der Preis-Absatz-Funktion davon auszugehen, dass die Nachfrage nach Wohnraum in Berlin zunimmt: „Der Mietendeckel hebt die wichtige Signalwirkung der Mietpreise auf. Die eingefrorenen oder auch abgesenkten Mieten werden noch mehr Menschen dazu bewegen, in Berlin eine Wohnung zu suchen.“ Auch ein höherer Wohnflächenverbrauch pro Kopf sei zu erwarten, das fehlende Preissignal begünstige ineffiziente Wohnraumnutzung. Die Entscheidung von Menschen, ins Umland zu pendeln, werde unattraktiver, so dass mehr Menschen nach Berlin drängen und dort auf wenig angebotenen Wohnraum stoßen, was die Probleme verschärfe: „Damit nimmt die ohnehin schon große Knappheit im Wohnungsmarkt zu, die Konkurrenz um Wohnungen steigt weiter. Profitieren werden von den geringeren Mieten vor allem Haushalte mit höheren Einkommen“.
Der Konstanzer VWL-Professor Friedrich Breyer, Mitglied des Wissenschaftlichen Beirats beim Bundesministerium für Wirtschaft argumentierte, das Einfrieren der Mieten helfe nur denen, die schon eine Wohnung haben und sei gegen die Interessen der Zuzugswilligen gerichtet. In einer Stadt, die zu 80 Prozent aus Mietern besteht, erhöhe ein solches Vorgehen die Wiederwahlchancen der regierenden Parteien. Es sei Klientelpolitik zulasten Dritter.

## Folgen
In einer Studie des ifo Instituts für Wirtschaftsforschung wurden die Auswirkungen der Mietendeckels rückblickend untersucht. Danach sind die Neuvermietungsmieten im unregulierten Bereich stärker gestiegen, als in anderen Städten. Im regulierten Bereich wurden vielfach Vertragsklauseln vereinbart, nach denen die Marktmiete geschuldet war, wenn der Mietendeckel für ungültig erklärt werden würde. Nach dem Ende des Mietendeckels sprang die Miethöhe im ehemals regulierten Bereich stark an, die Mietsteigerungen waren in diesem Segment jedoch niedriger als in anderen Städten.
Dramatisch waren die Auswirkungen auf das Angebot. Die Zahl der angebotenen Mietwohnungen im regulierten Bereich sank mit dem Mietendeckel um über 60 %. Umgekehrt stieg die Zahl der zum Verkauf angebotenen Mietwohnungen im regulierten Segment mit dem Mietendeckel deutlich an, um mit dem Ende des Mietendeckels wieder auf das Ausgangsniveau zu sinken.

## Rechtliche Diskussion
Umstritten sind sowohl die formelle als auch die materielle Verfassungsmäßigkeit des Mietendeckels. Bei der formellen Verfassungsmäßigkeit geht es im Kern um die Frage, ob das Land Berlin überhaupt Regelungen zur Miethöhe im frei finanzierten Wohnungsbau treffen darf, oder diese Kompetenz allein dem Bund zusteht. Bei der materiellen Verfassungsmäßigkeit geht es um die Frage, ob die mit dem Mietendeckel verbundenen Eingriffe etwa in das Eigentumsrecht der Vermieter (Art. 14) oder in die Vertragsfreiheit der Parteien eines Mietvertrags nach der Verfassung erlaubt sind.

### Gutachten
Ein im Auftrag der SPD-Fraktion im Abgeordnetenhaus von Berlin erarbeitetes Gutachten der Bielefelder Jura-Professoren Franz Mayer und Markus Artz sieht die erforderliche Gesetzgebungskompetenz bei Berlin. Sie folgen damit der Auffassung des Berliner Beamten Peter Weber, der dies 2018 in der Juristenzeitung ins Gespräch brachte. Ebenso sieht ein von der Rosa-Luxemburg-Stiftung in Auftrag gegebenes Gutachten von Andreas Fischer-Lescano, Andreas Gutmann und Christoph U. Schmid Berlin als gesetzgebungskompetent an. Mit der materiellen Verfassungswidrigkeit befasst sich das Gutachten im Auftrag der Rosa-Luxemburg-Stiftung nicht. Die Gutachter Mayer und Artz halten weite Teile des nun vorliegenden Gesetzentwurfes jedoch materiell für verfassungswidrig. Dies gilt etwa für den Eingriff in bestehende Mietverträge (Zitat: „Hier besteht eindeutig Bestandsschutz“). Weiterhin halten Mayer und Artz eine Reihe der nun geplanten Regelungen für inhaltlich falsch bzw. dem Ziel schadend, etwa weil Sanierungsstau eintritt und die Zahl der angebotenen Wohnungen insgesamt zurückgeht. Sie hatten daher ausdrücklich nur ein Mieterhöhungsmoratorium für Erhöhungen nach § 558 BGB und ein Aussetzen des Ausnahmegrundes nach 556e Abs. 1 BGB (höhere Vormiete) empfohlen.
Auch eine Reihe anderer Gutachten, wie zum Beispiel das des wissenschaftlichen Dienstes des Bundestages, halten den Mietendeckel für verfassungswidrig. Ein Gutachten des ehemaligen Bundesverfassungsgerichtspräsidenten Hans-Jürgen Papier, (CSU), beauftragt vom GdW Bundesverband deutscher Wohnungs- und Immobilienunternehmen aus dem September 2019 kommt zu dem Schluss, das Gesetz sei schon formell verfassungswidrig, u. a. weil der Bund die Materie abschließend und umfassend geregelt habe, so dass dem Land keine eigene Gesetzgebungskompetenz bleibt. U.a. stehe der Mietendeckel in Konflikt mit der auf Bundesebene erlassenen Mietpreisbremse, die per Verordnung auch auf Berliner Landesebene umgesetzt wurde und dort ebenso gültig ist.
Ein zweites von Hans-Jürgen Papier ebenfalls im Auftrag des GdW erstelltes Gutachten aus dem Dezember 2019 untersucht die materielle Verfassungsmäßigkeit der Neuregelung. Der Mietendeckel sei mit dem Gleichheitsgrundsatz unvereinbar, heißt es in dem Gutachten. „Die gesetzliche Regulierung soll zwar eigentlich Wohnungskonzerne oder Immobilienspekulanten treffen. In Wirklichkeit bekommen aber vor allem ‚kleine Vermieter‘ die Folgen dieser Regulierung zu spüren“. Außerdem stelle der Mietendeckel einen „unverhältnismäßigen Eingriff in das Eigentumsrecht der betroffenen Vermieter dar“. Die Mietobergrenze könnte zu dauerhaften Verlusten bei der Vermietung führen sowie die Substanz von Wohngebäuden beeinträchtigen. Die Möglichkeit zur Mietsenkung sei ebenfalls unvereinbar mit dem Grundgesetz, da „dieser Eingriff des Gesetzgebers in seiner Schwere einer (Teil-) Enteignung nahezu äquivalent“ wäre. Auch wenn das GG Enteignungen zum Wohle der Allgemeinheit erlaube, erfülle der Mietendeckel die dafür notwendigen hohen Anforderungen nicht.
Der wissenschaftliche Dienst des Berliner Abgeordnetenhauses zweifelt die Möglichkeit der Rückwirkung des Gesetzes an. Auch ein vom Senat selbst in Auftrag gegebenes Gutachten von Ulrich Battis vom Oktober 2019 kommt zu dem Schluss, dass der Mietendeckel weitgehend rechtswidrig sei. Das Bundesministerium des Innern, für Bau und Heimat hält das geplante Gesetz ebenfalls für rechtswidrig. Das Land Berlin dürfe ein derartiges Gesetz nicht erlassen, weil es die rechtliche Kompetenz hierzu nicht besitze. Ein entsprechendes Gutachten des Ministeriums vom Dezember 2019 sah in dem Berliner Gesetzentwurf mehrere Verstöße gegen das Grundgesetz, darunter solche gegen die Eigentumsfreiheit der Wohnungseigentümer und die Vertragsfreiheit. Der Regierende Bürgermeister will die damit verbundenen Risiken eingehen. Er begründet das so:

„Knickt die Politik schon im vorauseilenden Gehorsam ein und sagt: Weil es fünf kritische juristische Stellungnahmen gibt, trauen wir uns nicht zu, wirklich regulierend in den Markt einzugreifen und den Mieterinnen und Mietern zu helfen? Oder sagen wir: Ja, wir haben nach bestem Wissen und Gewissen hier ein Gesetz formuliert, bei dem wir davon ausgehen, dass es auch juristisch Bestand haben kann, es ist umstritten, und wir ertragen es, eventuell auch korrigiert zu werden, um dann einen noch besseren oder anderen Weg zu haben?“

Stadtentwicklungssenatorin Lompscher rät den Mietern allerdings dazu, Geld, das sie eventuell durch eine Kappung der Mieten sparen, nicht auszugeben, sondern zur Seite zu legen – für den Fall, dass das Gesetz doch von den Gerichten gekippt wird.

### Bundesverfassungsgericht zu Miethöhenregulierung im BGB
In seinem Beschluss zur Miethöhenregulierung nach § 556d Abs. 1 BGB („Mietpreisbremse“), auf den das Bundesinnenministerium in seinem Gutachten verweist (Seite 9), prüft das Bundesverfassungsgericht, ob die Eingriffe in das Eigentum der Vermieter verhältnismäßig und darum erlaubt sind.
„Nach dem Verhältnismäßigkeitsprinzip muss der Eingriff zur Erreichung eines legitimen Eingriffsziels geeignet sein und darf nicht weiter gehen, als es die Gemeinwohlbelange erfordern; ferner müssen Eingriffszweck und Eingriffsintensität in einem angemessenen Verhältnis stehen […].“ Es bejaht das Vorliegen dieser Kriterien.
Das legitime Ziel bestehe darin, zumindest die Voraussetzungen für einen Marktzugang einkommensschwächerer Mieter schaffen, es werde erreicht, indem die Norm Preisspitzen abschneide, auch wenn einkommensstärkere Mieter typischerweise bevorzugt würden. Die Geeignetheit sei schon zu bejahen, wenn die Möglichkeit der Zielerreichung besteht.
Auch die Grenzen der Erforderlichkeit seien nicht überschritten. Zwar komme die regulierte Miete, die sich am Mietspiegel orientiert, der aufgrund eines Marktmechanismus gebildet wird und einen Ausgleich zwischen Vermietern und Mietern durch Bildung einer ortsüblichen Vergleichsmiete schafft, nicht allein einkommensschwächeren, sondern unterschiedslos allen Wohnungssuchenden auf angespannten Wohnungsmärkten zugute. Auch kämen weitere staatliche Maßnahmen zur Linderung oder Behebung der Wohnungsnot in Betracht, etwa die Förderung des Wohnungsbaus oder die Verbesserung der finanziellen Lage der Wohnungssuchenden durch erweiterte Gewährung von Wohngeld. Ungeachtet der mit diesen Maßnahmen verbundenen Kosten sei aber nicht erkennbar, dass der Gesetzgeber diese im Rahmen seines Prognose- und Beurteilungsspielraums als gegenüber der Miethöhenregulierung im konkreten Fall der Regulierung am Mietspiegel mildere und zweifelsfrei – auch kurzfristig – vergleichbar wirksame Mittel hätte heranziehen müssen. Der Gesetzgeber habe zudem Eingriffszweck und Eingriffsintensität in ein angemessenes Verhältnis gebracht. Auf dem sozialpolitisch umstrittenen Gebiet des Mietrechts müssten Vermieter schließlich mit häufigen Gesetzesänderungen rechnen und können nicht auf den Fortbestand einer ihnen günstigen Rechtslage vertrauen.
Legt man diese Maßstäbe an den Mietendeckel an, wird die Frage, ob der Mietendeckel die Marktzugangschancen für einkommensschwächere Mieter verringere statt wie beabsichtigt zu vergrößern, also zur Erreichung seines Ziels ungeeignet sei, bedeutsam, da es andernfalls bereits an der Eignung fehlte.
In seiner Entscheidung 1 BvR 759/77, bei der es darum ging, dass die Zivilgerichte die Anforderungen an Mieterhöhungen so hoch gesetzt hatten, dass sie nur sehr schwer zu erfüllen waren, formulierte das BVerfG: „Auch als Dauerregelung ist das System der Vergleichsmiete eine mit Art. 14 GG in Einklang stehende Eigentumsbeschränkung. Hierbei ist jedoch zu berücksichtigen, dass mit der zugunsten des Mieters geschaffenen Eigentumsbindung ein gesetzlicher Anspruch des Vermieters auf die ortsübliche Vergleichsmiete korrespondiert (BVerfGE 37, 132 [140 f.]; 49, 244 [249]). Diese im grundrechtlichen Bereich des Art. 14 GG vorgenommene Abwägung zwischen den Belangen des Mieters und denen des Vermieters haben die Gerichte bei der Anwendung und Auslegung der einschlägigen Vorschriften, einschließlich der Verfahrensregeln, zu beachten. Der grundrechtliche Bezug der Regelung verbietet es, durch restriktive Handhabung des Verfahrensrechts die Eigentumsbeschränkung zu verstärken und den aus Art. 14 Abs. 1 Satz 1 GG sich ergebenden Anspruch auf die gerichtliche Durchsetzung der gesetzlich zulässigen Miete zu verkürzen.“ Wörtlich schreibt das BVerfG in Rn. 14: „Eine Handhabung der Verfahrensregeln, die praktisch zu einem Mietpreisstop und einer Beseitigung des gesetzlichen Anspruchs auf die Vergleichsmiete führt, steht – wie in diesen Entscheidungen (BVerfGE 53, 352 (358); BVerfGE 53, 352 (359)) klargestellt worden ist – nicht nur im Widerspruch zum Gesetz, sie verletzt auch das Grundrecht des Art. 14 Abs. 1 Satz 1 GG.“ Da der „Mietendeckel“ für einen großen Teil der Wohnungen nicht nur zu einem Mietenstopp, sondern sogar zu einer Mietenabsenkung im Bestand führen soll und dabei in die vom BVerfG angesprochene Abwägungsentscheidung des Bundesgesetzgebers eingreift, ist er nach diesen Maßstäben verfassungswidrig, was etwa in der Entscheidung des AG Charlottenburg 213 C 136/19 (Rz 24) aufgegriffen wurde.

### Verwaltungsgericht Berlin zu Mietobergrenze bei Ersatzwohnraum
Zu einem „Deckel“ für Mieten in Höhe von 7,92 EUR pro Quadratmeter hat das Verwaltungsgericht Berlin in einem am 21. Januar 2020 noch nicht rechtskräftigen Urteil vom 27. August 2019 Stellung genommen. Nach dem Berliner Gesetz über das Verbot der Zweckentfremdung von Wohnraum (ZwVbG) ist die Beseitigung von Wohnraum verboten. Die Beseitigung kann jedoch genehmigt werden, wenn der eintretende Wohnraumverlust durch angemessenen Ersatzwohnraum ausgeglichen wird. Nach der zum Verbotsgesetz erlassenen Verordnung darf für den Ersatzwohnraum keine höhere Nettokaltmiete verlangt werden als 7,92 EUR pro Quadratmeter monatlich. Das Verwaltungsgericht Berlin hat diesen „Deckel“ wegen fehlender Verhältnismäßigkeit als rechtswidrig und darum nichtig erachtet. Das Land Berlin verfolge mit der Mietregulierung kein legitimes Ziel, da hierdurch der Neubau von Wohnraum anstelle von altem Wohnraum zumindest wesentlich erschwert werde. Die Obergrenze mache die Schaffung neuen Wohnraums unattraktiver und diene damit gerade nicht der Wohnraumversorgung (Rn. 44). Jedenfalls sei die Obergrenze (Rn. 45)

„weder erforderlich noch angemessen, weil der Verordnungsgeber einen geringen Mietpreis für Ersatzwohnraum jeglicher Art und Lage starr, zeitlich unbegrenzt, ohne Inflationsausgleich und ohne Einflussmöglichkeiten der Betroffenen festgelegt hat.“

Für den Mietendeckel wird der Ausgang des Berufungsverfahrens bedeutsam sein, und ob die dort vorgesehene Berücksichtigung von Lage und Ausstattung, die Ausnahme von Neubauten, die Dynamisierung entsprechend der Reallohnentwicklung (die allerdings gerade keinen Inflationsausgleich darstellt, weil der Reallohn die um die Inflation gekürzte Lohnentwicklung ist) und sein Schutzzweck die Richter zu einer anderen Beurteilung führen.

### Bayerischer Verfassungsgerichtshof zur Gesetzgebungszuständigkeit
Am 16. Juli 2020 hat der Bayerische Verfassungsgerichtshof ein Volksbegehren, mit dem die Bayerische Staatsregierung zur Einführung einer landesrechtlichen Mietpreisbremse aufgefordert werden sollte, als unzulässig verworfen. Zur Begründung wurde ausgeführt, dass der Bund von seiner konkurrierenden Gesetzgebungskompetenz im Bereich des Mietrechts bereits umfassend Gebrauch gemacht habe und es daher an einer Gesetzgebungskompetenz des Freistaats Bayerns „offensichtlich“ fehle. Wegen der Besonderheiten des Prüfungsverfahrens musste die Verfassungswidrigkeit „ohne vernünftige Restzweifel“ festgestellt werden, bei Restzweifeln hätte man das Volksbegehren zulassen und dem BVerfG die Entscheidung vorbehalten müssen.

### Bei Verfassungsgerichten anhängige Verfahren
Am 12. März 2020 beschloss das Landgericht Berlin im Berufungsverfahren, das MietenWoG Bln dem Bundesverfassungsgericht zur konkreten Normenkontrolle nach Art. 100, Abs. 1 GG vorzulegen. Aus seiner Sicht fehlt dem Land Berlin die erforderliche Gesetzgebungskompetenz, welche mit Referenzen u. a. auf das Gutachten von Hans-Jürgen Papier, auf eine Stellungnahme des Wissenschaftliches Dienstes des Bundestages und u. a. Veröffentlichungen von Herrlein/Tuschl und Dierk Stelzer begründet wird.
Abgeordnete der Bundestagsfraktionen von FDP und CDU/CSU beantragten am 6. Mai 2020 die Durchführung eines abstrakten Normenkontrollverfahrens nach Art. 93, Abs. 1, Nr. 2 GG gegen den Berliner Mietendeckel. Überdies beantragten die Abgeordnete der Fraktionen von CDU und FDP im Abgeordnetenhaus von Berlin am 25. Mai 2020 die Durchführung eines abstrakten Normenkontrollverfahrens gegen den Mietendeckel vor dem Verfassungsgerichtshof des Landes Berlin.
Über die Normenkontrollverfahren wurde am 25. März 2021 durch das Bundesverfassungsgericht einheitlich durch Beschluss entschieden. Der Beschluss wurde am 15. April 2021 veröffentlicht. Das MietenWoG Bln wurde für verfassungswidrig und nichtig erklärt. Es besteht keine Gesetzgebungskompetenz des Landes Berlin im Rahmen der konkurrierenden Gesetzgebungskompetenz von Art. 74 Abs. 1 Nr. 1 GG, da der Bundesgesetzgeber durch die Regelungen in § 556 bis 561 BGB von seiner Gesetzgebungskompetenz für das Mietpreisrecht im bürgerlichen Gesetzbuch abschließend Gebrauch gemacht hat.
Beim 1. Senat des Bundesverfassungsgerichts sind noch zahlreiche Verfassungsbeschwerden von privaten Vermietern gegen den Mietendeckel anhängig. Wegen des allgemeinen gesamtgesellschaftlichen Interesses mussten die Beschwerdeführer hierfür nicht den Rechtsweg ausschöpfen.